# Renaud Detressan
 (janvier 2010).
Si vous disposez d'ouvrages ou d'articles de référence ou si vous connaissez des sites web de qualité traitant du thème abordé ici, merci de compléter l'article en donnant les références utiles à sa vérifiabilité et en les liant à la section « Notes et références ».
Renaud Detressan, né le 16 novembre 1956 à Lorient, est un chanteur français.

## Biographie
Né dans une famille d'artistes, musiciens, peintres et chantres de la Bretagne, il est le petit-fils de Théodore Botrel, auteur de la chanson La Paimpolaise.
En 1982, il figure en première partie du spectacle de Dave à L'Olympia, à Paris. À cette occasion, il y est décrit ainsi : « Renaud Detressan, avec son allure d'adolescent rêveur et son chant souvent brisé, force l'intérêt ». En 1987 il devient membre fondateur du groupe Soldat Louis.
Le 20 décembre 2023, il annonce quitter le groupe en raison de souci de santé, mais ne s'interdit pas de rejoindre le groupe ponctuellement.
Le 16 août 2024 il chante au festival interceltique de Lorient la chanson encore un rhum dans une salle chauffée à blanc par l'émotion et le plaisir de le voir sur scène.

## Discographie
Sous son nom propre
Avec Soldat Louis
- 1988 : Première bordée, ed. Déclic - Sony Music
- 1990 : Pavillon noir, ed. Déclic - Sony Music
- 1993 : Auprès de ma bande, ed. Déclic - Sony Music
- 1995 : Le meilleur de Soldat Louis : C'est un pays, ed. Déclic - Sony Music
- 1997 : En vrai, ed. Déclic - Sony Music
- 1999 : Bienvenue à bord, ed. Déclic - Sony Music
- 2002 : Escale sur la planète, ed. Créon Music - EMI Music
- 2003 : En vrai 2 vrai, ed. Créon Music - EMI Music
- 2006 : Sales gosses, ed. Atlantik - Aztec Music
- 2008 : Le Meilleur de Soldat Louis
- 2009 : Happy... bordée 20 ans,  ed. Coop Breizh
- 2012 : Kingdom Tavern
- 2017 : Quelques nouvelles du front

Avec le Gary Circus Band
- 2008 : Théodore Botrel : La Paimpolaise - Le couteau, ed. Coop Breizh - Épicure

Avec Ren Ren
- 1990 : Desperados, ed. Peer Music, 33T

Autres
- 2017 : Breizh eo ma bro !, collectif, Sony Music

## Compositeur
- Que la vie me pardonne, interprété par Daniel Auteuil
- Où elle est, cocomposé avec Serge Bencissou, interprété par Daniel Auteuil
- 500 connards sur la ligne de départ, (Marchand de cailloux), interprété par Renaud
- C’est pas du pipeau, (Marchand de cailloux), cocomposé avec Thomas Noton, interprété par Renaud
- C'est dommage, interprété par Diggs Brown

## Vidéographie

### DVD
- 2003 : En vrai 2 vrai, ed. Créon Music - EMI Music
- 2009 : Happy... bordée 20 ans,  ed. Coop Breizh